# Psychotria gigantopus
Psychotria gigantopus är en måreväxtart som beskrevs av Karl Moritz Schumann. Psychotria gigantopus ingår i släktet Psychotria och familjen måreväxter. Inga underarter finns listade i Catalogue of Life.